# Tim Curry
Timothy James Curry, detto Tim (Warrington, 19 aprile 1946), è un attore, doppiatore, cantante e compositore britannico, noto soprattutto per le interpretazioni del pagliaccio assassino It nell'omonima miniserie TV e del Dr. Frank-N-Furter in The Rocky Horror Picture Show.

## Biografia
Timothy James Curry nasce nella contea di Cheshire da James, un cappellano metodista, e Patricia, una segretaria di scuola.
Successivamente frequenta la Lymm High School di Warrington ma, dopo la scomparsa del padre (stroncato dalla polmonite) avvenuta quando Tim aveva 12 anni, il ragazzo si stabilisce con la madre e la sorella a Bath, dove studia presso la Kingswood School. Conseguito il diploma, Curry si laurea in letteratura inglese all'Università di Cambridge e in arte drammatica all'Università di Birmingham.

### Teatro
Nel 1968 approda sui palcoscenici londinesi con il musical Hair per poi, cinque anni più tardi, passare alla storia con il musical rock The Rocky Horror Show di Richard O'Brien, nel ruolo dello scienziato pazzo travestito Frank-N-Furter, interpretato nel 1975 anche nella sua trasposizione cinematografica diretta da Jim Sharman.
Diviso tra Broadway e Londra, Curry si cimenta in pièce come Travesties di Tom Stoppard, Amadeus e My Favorite Year di Joseph Dougherty: le sue ultime performance lo portano alla nomination ai Tony Awards.
Nel corso della sua carriera, Curry, si dedicherà alle platee, calcando le scene con la Royal Shakespeare Company, la Royal National Theatre, il Glasgow Civic Repertory Company e la Royal Court Theatre. Tra il 2004/07, è in tournée con il musical Monty Python's Spamalot che gli vale la terza candidatura ai Tony e una nomina al Laurence Olivier Award, per la parte di Re Artù.

### Cinema e televisione
Tim Curry vanta svariate interpretazioni, tra le quali quella del Dottor Petrov in Caccia a Ottobre Rosso (1990), quella del cardinale Richelieu de I tre moschettieri (1993), il professore di linguistica in Oscar, l'arguto maggiordomo Wadsworth in Signori, il delitto è servito, Tenebra, il malefico Signore delle Tenebre in Legend, l'inquietante clown assassino Pennywise nella miniserie tv IT. Nel 1996 impersona il pirata Long John Silver nel film "I Muppet nell'Isola del Tesoro", basato sul noto romanzo di Lewis Stevenson.
Con Moviefone nel 2015, ha definito il ruolo di Pennywise "una parte meravigliosa".
Curry ha dato la sua approvazione al suo successore, dicendo: "Mi piace [Bill] Skarsgård. Penso che sia molto intelligente. Sarà interessante vedere che tipo di faccia da clown indossa. perché non è affatto una faccia da clown ovvia.[..] Quindi sono affascinato a vederlo". Nel 1990 veste i panni del dott. Petrov, ufficiale medico in Caccia a Ottobre Rosso. In Annie si spaccia per il padre dell'orfanella nel tentativo di incassare la ricompensa. È stato il receptionist di Mamma, ho riperso l'aereo: mi sono smarrito a New York. Nel 1998 ha interpretato Gomez Addams in La famiglia Addams si riunisce.
Interpreta il professore che porta i suoi alunni all'interno di una casa stregata in Scary Movie 2. Nel 2004, incarna il medico Thurman Rice nel biopic Kinsey. Nel 2010 partecipa alla commedia Ladri di cadaveri - Burke & Hare di John Landis e presta la voce nel film d'animazione belga Le avventure di Sammy. Tuttavia la sua interpretazione principale è senz'altro quella del dr. Frank-N-Furter in The Rocky Horror Picture Show, trasposizione cinematografica dell'omonima "pièce" teatrale e oggi considerata un cult movie.

### Doppiaggio
Tim ha prestato la sua profonda voce ai più svariati personaggi dell'animazione come, ad esempio, il Generale Von Talon in Valiant - Piccioni da combattimento. Le sue cavernose esclamazioni intrattenevano gli ospiti di Walt Disney World, nella zona Tomorrowland del Magic Kingdom, all'interno della ormai scomparsa attrazione Alien Encounter. Presta voce anche all'organo Maestro Forte, nel sequel La bella e la bestia - Un magico Natale.
Nel 2013 prende il posto del defunto Ian Abercrombie nel doppiaggio del personaggio di Palpatine nella serie televisiva d'animazione Star Wars: The Clone Wars, a partire dall'ultimo episodio della quinta stagione.

### Vita privata
Curry, che è anche cantante e musicista, vive a Los Angeles. Si dedica alla beneficenza, sostenendo l'Associazione Per la Distrofia Muscolare. Non si è mai sposato e non ha avuto figli. Inoltre, da quando è salito alla ribalta come attore, non ha mai rivelato informazioni circa la sua vita sentimentale. Nel luglio 2012 viene ricoverato a causa di un ictus, che condiziona pesantemente la sua carriera negli anni successivi.

## Filmografia

### Attore

#### Cinema
- The Rocky Horror Picture Show, regia di Jim Sharman (1975)
- L'australiano (The Shout), regia di Jerzy Skolimowski (1978)
- Times Square, regia di Allan Moyle (1980)
- Annie, regia di John Huston (1982)
- L'ambizione di James Penfield (The Ploughman's Lunch), regia di Richard Eyre (1983)
- Legend, regia di Ridley Scott (1985)
- Signori, il delitto è servito (Clue), regia di Jonathan Lynn (1985)
- Assalto al network (Pass the Ammo), regia di David Beaird (1988)
- Caccia a Ottobre Rosso (The Hunt for Red October), regia di John McTiernan (1990)
- Oscar - Un fidanzato per due figlie (Oscar), regia di John Landis (1991)
- Saluti dal caro estinto (Passed Away), regia di Charlie Peters (1992)
- Mamma, ho riperso l'aereo: mi sono smarrito a New York (Home Alone 2: Lost in New York), regia di Chris Columbus (1992)
- Palle in canna (National Lampoon's Loaded Weapon 1), regia di Gene Quintano (1993)
- I tre moschettieri (The Three Musketeers), regia di Stephen Herek (1993)
- L'uomo ombra (The Shadow), regia di Russell Mulcahy (1994)
- Congo, regia di Frank Marshall (1995)
- I Muppet nell'isola del tesoro (Muppet Treasure Island), regia di Brian Henson (1996)
- La mia flotta privata (McHale's Navy), regia di Bryan Spicer (1997)
- La famiglia Addams si riunisce (Addams Family Reunion), regia di Dave Payne (1998)
- Pirates of the Plain, regia di John R. Cherry III (1999)
- Four Dogs Playing Poker, regia di Paul Rachman (2000)
- Sorted, regia di Alexander Jovy (2000)
- Charlie's Angels, regia di McG (2000)
- Scary Movie 2, regia di Keenen Ivory Wayans (2001)
- The Scoundrel's Wife, regia di Glen Pitre (2002)
- Ritual, regia di Avi Nesher (2002)
- Kinsey, regia di Bill Condon (2004)
- Bailey - Il cane più ricco del mondo, regia di David Devine (2005)
- Christmas in Wonderland, regia di James Orr (2007)
- Moonacre - I segreti dell'ultima luna (The Secret of Moonacre), regia di Gábor Csupó (2009)
- Ladri di cadaveri - Burke & Hare (Burke & Hare), regia di John Landis (2010)
- Pennywise: The Story of IT, regia di John Campopiano e Christopher Griffiths (2021) - documentario
- Stream, regia di Michael Leavy (2024)

#### Televisione
- Ace of Wands - serie TV, un episodio (1970)
- Armchair Theatre - serie TV, un episodio (1973)
- Napoleon and Love - miniserie TV (1974)
- Play for Today - serie TV (1974)
- Tre uomini in barca (Three Men in a Boat) (1975) - film TV
- Rock Follies - serie TV, un episodio (1977)
- Life Shakespeare - miniserie TV (1978)
- Oliver Twist, regia di Clive Donner - film TV (1982)[6]
- Video Stars (1983)- film TV
- Blue Money (1985) - film TV
- Ligmalion: A Musical for the 80s (1985) - film TV
- Zero in magia (The Worst Witch), regia di Robert Young (1986) - film TV
- Long Ago and Far Away - serie TV, un episodio (1989)
- Oltre la legge - L'informatore (Wiseguy) - serie TV (1989)
- It, regia di Tommy Lee Wallace - miniserie TV (1990)
- Pappa e ciccia (Roseanne) - serie TV (1993)
- I racconti della cripta (Tales from the Crypt) - serie TV, episodio Death Of Some Salesmen (1993)
- Progetto Eden (Earth 2) - serie TV (1994)
- The Naked Truth - serie TV (1995-1996)
- Titanic, regia di Robert Lieberman - miniserie TV (1996)
- Over the Top - serie TV (1997)
- Lexx - serie TV, un episodio (1997)
- Doom Runners, regia di Brendan Maher (1997) - film TV
- Jackie's Back, regia di Robert Townsend (1999) - film TV
- Rude Awakening - serie TV (1999-2000)
- Attila, l'unno (Attila the Hun), regia di Dick Lowry - miniserie TV (2001)
- Gary & Mike - serie TV, un episodio (2001)
- Wolf Girl, regia di Thom Fitzgerald (2001) - film TV
- Family Affair - serie TV, 15 episodi (2002-2003)
- Detective Monk (Monk) - serie TV, episodio 2x16 (2004)
- Will & Grace - serie TV, episodi 6x23-6x24 (2004)
- Psych - serie TV, episodio 2x01 (2007)
- Il colore della magia, regia di Vadim Jean (2008) - film TV
- Poirot (Agatha Christie's Poirot) - serie TV, episodio 11x04 (2008)
- Alice, regia di Nick Willing - miniserie TV (2009)
- Return to Cranford, regia di Simon Curtis - miniserie TV (2010)
- Criminal Minds - serie TV, episodi 5x23-6x01 (2010)
- The Rocky Horror Picture Show: Let's Do the Time Warp Again (2016) - film TV

### Doppiatore
- Paddington Bear - serie TV (1989)
- La sirenetta (The Little Mermaid), regia di Ron Clements e John Musker (1989) - voce addizionale non accreditata
- Mostri o non mostri... tutti a scuola (Gravedale High) - serie TV (1990)
- Don Coyote e Sancho Panda (The Adventures of Don Coyote and Sancho Panda) - serie TV (1990)
- I favolosi Tiny (Tiny Toon Adventures) - serie TV, episodio L'Europa in 30 minuti (1990)
- TaleSpin - serie TV (1990)
- Nel covo dei pirati con Peter Pan (Peter Pan and the Pirates) - serie TV (1990-1991)
- Fish Police - serie TV (1992)
- Capitol Critters - serie TV, un episodio (1992)
- FernGully - Le avventure di Zak e Crysta (FernGully: The Last Rainforest), regia di Bill Kroyer (1992)
- Batman (Batman: The Animated Series) - serie TV (1992)
- Darkwing Duck - serie TV (1991-1992)
- Tom & Jerry Kids - serie TV (1993) (voci addizionali)
- I pirati dell'acqua nera (The Pirates of Dark Water) - serie TV (1991-1993)
- Fl-eek Stravaganza (Eak! The Cat) - serie TV (1993)
- Principe Valiant (The Legend of Prince Valiant) - serie TV (1991-1993)
- Gabriel Knight: Sins of the Fathers Videogioco (1993)
- I dinosauri (Dinosaurs) - serie TV (1992-1994)
- Mighty Max - serie TV (1993-1994)
- La sirenetta - Le nuove avventure marine di Ariel (The Little Mermaid) - serie TV (1992-1994)
- Aladdin - serie TV (1994)
- Sonic (Sonic the Hedgedog) - serie TV (1994)
- Hubie all'inseguimento della pietra verde, regia di Don Bluth e Gary Goldman (The Pebble and the Penguin) (1995)
- Superhuman Samurai (Superhuman Samurai Syber-Squad) - serie TV (1994-1995)
- Capitan Planet e i Planeteers (Captain Planet and the Planeteers) - serie TV (1991-1996)
- Gargoyles - Il risveglio degli eroi (Gargoyles) - serie TV (1995-1996)
- Adventures from the Book of Virtues - serie TV (1996)
- Quack Pack - serie TV (1996)
- The Mask (The Mask: The Animated Series) - serie TV (1995-1997)
- Mighty Ducks - serie TV (1996-1997)
- Freakazoid (Freakazoid!) - serie TV, un episodio (1997)
- Duckman - serie TV (1994-1997)
- Casper (The Spooktacular New Adventures of Casper) - serie TV, un episodio  (1997)
- Aaahh!!! Real Monsters - serie TV (1994-1997) (voce addizionale)
- La bella e la bestia: Un magico Natale (Beauty and the Beast: The Enchanted Christmas), regia di Andy Knight (1997) - film home video
- Un angelo poco... custode (Teen Angel) - serie TV, un episodio (1997)
- Canto di Natale (A Christmas Carol), regia di Stan Phillips (1997) - film home video
- Dov'è finita Carmen Sandiego? (Where on Earth Is Carmen Sandiego?) - serie TV (1998)
- The Net - serie TV (1998)
- Jumanji - serie TV (1996-1998)
- Rugrats - Il film (The Rugrats Movie), regia di Igor Kovaljov e Norton Virgien (1998)
- Voltron: The Third Dimension - serie TV (1998-2000)
- Big Guy and Rusty the Boy Robot - serie TV, un episodio (1999)
- Ricreazione (Recess) - serie TV, un episodio (1999)
- Scooby-Doo e il fantasma della strega (Scooby-Doo and the Witch's Ghost), regia di Jim Stenstrum (1999) - film home video
- Bartok il magnifico (Bartok the Magnificent), regia di Don Bluth e Gary Goldman (1999) - film home video
- The Titanic Chronicles (1999)
- Batman of the Future (Batman Beyond) - serie TV, un episodio (2000)
- Lion of Oz, regia di Tim Deacon (2000) - film home video
- Eddie, il cane parlante (100 Deeds for Eddie McDowd) - serie TV, un episodio (2000)
- I Rugrats a Parigi - Il film, regia di Stig Bergqvist e Paul Demeyer (2000)
- Barbie e lo schiaccianoci (Barbie in the Nutcracker), regia di Owen Hurley (2001) - film home video
- Teacher's Pet - serie TV, un episodio (2001)
- Samurai Jack, episodio Jack Tales - serie TV (2002)
- La famiglia della giungla (The Wild Thornberrys Movie), regia di Cathy Malkasian e Jeff McGrath (2002)
- Ozzy & Drix - serie TV (2002)
- Teamo Supremo - serie TV (2002-2003)
- I Rugrats nella giungla, regia di Norton Virgien e John Eng (2003)
- ChalkZone, episodio Snap's Nightmare - serie TV (2003)
- La famiglia Proud (The Proud Family) - serie TV, un episodio (2003)
- Hey, Arnold! - serie TV (1999-2004)
- La famiglia della giungla (The Wild Thornberrys) - serie TV (1998-2004)
- Sacrifice - videogioco (2000)
- Duck Dodgers - serie TV, un episodio  (2005)
- Valiant - Piccioni da combattimento (Valiant), regia di Gary Chapman (2005)
- Higglytown Heroes - serie TV (2004-2005)
- Le avventure di Jimmy Neutron (The Adventures of Jimmy Neutron: Boy Genius) - serie TV (2003-2005)
- Loonatics Unleashed - serie TV, un episodio (2005)
- Garfield 2 (Garfield: A Tail of Two Kitties), regia di Tim Hill (2006)
- Eloise: The Animated Series - serie TV (2006-2007)
- The Chosen One, regia di Chris Lackey (2007)
- Fly Me to the Moon, regia di Ben Stassen (2008)
- Scooby-Doo e il re dei Goblin (Scooby-Doo! and the Goblin King), regia di Joe Sichta - film home video (2008)
- Ben 10 - Forza aliena (Ben 10: Alien Force) - serie TV, episodio 2x19 (2008)
- Command & Conquer: Red Alert 3 - videogioco (2008)
- Curious George 2: Follow That Monkey!, regia di Norton Virgien (2009)
- Dragon Age: Origins (2009) - videogioco
- Barbie e le tre moschettiere (Barbie and the Three Musketeers), regia di William Lau (2009) - film home video
- Regular Show - serie TV (2010)
- Outback (The Outback), regia di Kyung Ho Lee (2012)
- Strange Frame, regia di GB Hajim (2012)
- The High Fructose Adventures of Annoying Orange - serie TV (2012)
- Phineas e Ferb (Phineas and Ferb) - serie TV, un episodio (2008-2012)
- Transformers: Rescue Bots - serie TV (2012)
- Young Justice - serie TV (2012-2013)
- Star Wars: The Clone Wars - serie TV (2013-2014)
- Ben 10: Omniverse - serie TV, 4x06 (2013)

## Teatro (parziale)
- Hair, libretto di James Rado e Gerome Ragni, colonna sonora di Galt MacDermot. Shaftesbury Theatre di Londra (1968)
- Tito Andronico, di William Shakespeare. The Roundhouse di Londra (1971)
- Un uomo è un uomo, di Bertolt Brecht. Royal Court Theatre di Londra (1971)
- Il diavolo bianco (o Vittoria Corombona), di John Webster. Citizens Theatre di Glasgow (1971)
- Vita di Galileo, di Bertolt Brecht. Citizens Theatre di Glasgow (1971)
- Le serve, di Jean Genet. Citizens Theatre di Glasgow (1971)
- Il malloppo, di Joe Orton. Citizens Theatre di Glasgow (1971)
- La morte di Danton, di Georg Büchner. Citizens Theatre di Glasgow (1971)
- Sogno di una notte di mezza estate, libretto di Peter Pears, colonna sonora di Benjamin Britten. Scottish Opera di Glasgow (1972)
- The Rocky Horror Show, di Richard O'Brien. Royal Court Theatre di Londra (1973), Belasco Theatre di Broadway (1975)
- I mostri sacri, di Tom Stoppard. Noël Coward Theatre di Londra (1975), Ethel Barrymore Theatre di Broadway (1976)
- Amadeus, di Peter Shaffer. National Theatre di Washington (1980), Broadhurst Theatre di Broadway (1981)
- The Pirates of Penzance, di Gilbert e Sullivan. Theatre Royal Drury Lane di Londra (1982)
- I rivali, di Richard Brinsley Sheridan. National Theatre di Londra (1983)
- L'opera da tre soldi, libretto di Bertolt Brecht, colonna sonora di Kurt Weill. National Theatre di Londra (1986)
- Dalliance, di Tom Stoppard. National Theatre di Londra (1986)
- Me and My Girl, libretto di Douglas Furber e L. Arthur Rose, colonna sonora di Noel Gay. Tour statunitense (1987)
- Lettere d'amore, di A. R. Gurney. LA Theatre Club di Los Angeles (1991)
- A Christmas Carol, libretto di Lynn Ahrens e Mike Ockrent, colonna sonora di Stephen Flaherty. Madison Square Garden di New York (2001)
- Monty Python's Spamalot, libretto di Eric Idle, colonna sonora di John Du Prez. Shubert Theatre di Broadway (2005), Palace Theatre di Londra (2006)
- Rosencrantz e Guildenstern sono morti, di Tom Stoppard. Chichester Theatre Festival di Chichester (2011)

## Discografia parziale

### Album in studio
- 1978 - Read My Lips (A&M Records)
- 1979 - Fearless (A&M Records)
- 1981 - Simplicity (A&M Records)
- 2010 - ...From the Valuts

### Raccolte
- 1989 - The Best of Tim Curry (A&M Records, CD)

### Colonne sonore
- 1974 - The Rocky Horror Show (Ode Records, LP) con il cast originale di The Rocky Horror Show
- 1975 - The Rocky Horror Picture Show (Ode Records, LP)
- 1992 - Ferngully - The Last Rainforest (MCA Records, CD)

### Singoli
- 1974 - Sweet Transvestite (Ode Records, 7") con il cast originale di The Rocky Horror Show
- 1978 - I Will (A&M Records, 7")
- 1979 - Paradise Garage (A&M Records, 7")
- 1979 - I Do The Rock (A&M Records, 7")
- 2007 - Time Warp 2007 (CD single)

## Riconoscimenti
- Annie Award
  - 1998 – Candidatura per il miglior doppiaggio in un film d'animazione per La bella e la bestia – Un magico Natale
- Daytime Emmy Award
  - 1991 – Miglior attore in una serie per bambini per Nel covo dei pirati con Peter Pan
  - 1994 – Candidatura per la miglior interpretazione in un programma d'animazione per Mighty Max Truck
- Drama Desk Award
  - 1975 – Candidatura per il miglior attore in un musical per The Rocky Horror Show
  - 1981 – Candidatura per il miglior attore in un'opera teatrale per Amadeus
- Premio Emmy
  - 1994 – Candidatura per il miglior attore ospite in una serie drammatica per I racconti della cripta
- Grammy Award
  - 2002 – Candidatura per il miglior album parlato per The Bed Beginning
- Premio Laurence Olivier
  - 1982 – Candidatura per il miglior attore in un musical per The Pirates of Penzance
  - 2007 – Candidatura per il miglior attore in un musical per Spamalot
- Outer Critics Circle Award
  - 2005 – Candidatura per il miglior attore in un musical per Spamalot
- Razzie Awards
  - 1995 – Candidatura per il peggior attore non protagonista per Congo
- Tony Award
  - 1981 – Candidatura per il miglior attore protagonista in un'opera teatrale per Amadeus
  - 1993 – Candidatura per il miglior attore protagonista in un musical per My Favourite Year
  - 2005 – Candidatura per il miglior attore protagonista in un musical per Spamalot

## Doppiatori italiani
Nelle versioni in italiano delle opere in cui ha recitato, Tim Curry è stato doppiato da:
- Francesco Pannofino ne I Muppet nell'isola del tesoro, Charlie's Angels, Kinsey
- Tonino Accolla in Oliver Twist, Signori, il delitto è servito, Palle in canna
- Massimo Giuliani ne L'australiano, Annie
- Michele Kalamera ne I tre moschettieri, L'uomo ombra
- Carlo Reali in It, Faisont
- Fabrizio Pucci ne La mia flotta privata, Detective Monk
- Stefano De Sando in Oltre la legge - L'informatore, Psych
- Gianni Giuliano in Poirot
- Nino Prester in Caccia a Ottobre Rosso
- Manlio De Angelis in Oscar - Un fidanzato per due figlie
- Massimo Dapporto in Mamma, ho riperso l'aereo: mi sono smarrito a New York
- Vittorio Di Prima in Progetto Eden
- Eugenio Marinelli in Congo
- Fabrizio Temperini in Titanic
- Roberto Pedicini in Doom Runners
- Giorgio Melazzi ne La famiglia Addams si riunisce
- Saverio Moriones in Will & Grace
- Saverio Indrio in Scary Movie 2
- Antonio Sanna in Attila, l'unno
- Ennio Coltorti in Criminal Minds
- Roberto Draghetti in Moonacre - I segreti dell'ultima luna
- Leslie La Penna in Ladri di cadaveri - Burke & Hare

Da doppiatore è stato sostituito da:
- Pietro Ubaldi in Nel covo dei pirati con Peter Pan, Barbie e lo Schiaccianoci
- Dario Penne ne La famiglia della giungla (film) (Nigel Thornberry), I Rugrats nella giungla
- Gianfranco Bellini in Capitan Planet e i Planeteers
- Renzo Stacchi in Darkwing Duck
- Tony Fuochi in Principe Valiant
- Danilo De Girolamo in FernGully - La foresta incantata
- Roberto Draghetti ne La sirenetta - Le nuove avventure marine di Ariel
- Alessandro Rossi in Hubie all'inseguimento della pietra verde
- Claudio Parachinetto in Superhuman Samurai
- Sergio Di Stefano in Gargoyles - Il risveglio degli eroi
- Franco Chillemi ne La bella e la bestia - Un magico Natale
- Michele Kalamera in Canto di Natale
- Ivo De Palma ne La famiglia della giungla (serie animata)
- Claudio Moneta in Scooby-Doo e il fantasma della strega
- Pierluigi Astore in Scooby-Doo e il re dei Goblin
- Ennio Coltorti in Bartok il magnifico
- Mario Scarabelli ne Le avventure di Jimmy Neutron
- Massimo Milazzo in Ben 10: Forza Aliena
- Roberto Certomà in Ben 10: Omniverse
- Giorgio Lopez ne La famiglia della giungla (film) (Radcliffe Thornberry)
- Pino Ammendola in Bailey - Il cane più ricco del mondo
- Francesco Pannofino in Valiant - Piccioni da combattimento
- Fiorello in Garfield 2
- Germano Longo in Eloise
- Carlo Reali in Star Wars: The Clone Wars
- Gianni Gaude in Barbie e le tre moschettiere
- Saverio Indrio in Curioso come George 2 - Missione Kayla
- Francesco Vairano ne Le avventure di Sammy
- Dario Oppido ne Il segreto di Babbo Natale
- Silvio Pandolfi in Command & Conquer - Red Alert 3